# Mateusz Rzeźniczak (lekkoatleta)
Mateusz Rzeźniczak (ur. 23 lipca 1998 w Łodzi) – polski lekkoatleta, sprinter.
Specjalizuje się w biegu na 400 metrów. Największe sukcesy odniósł w sztafecie 4 × 400 metrów, w której został brązowym medalistą mistrzostw Europy juniorów w 2017.

## Osiągnięcia
| Rok  | Impreza                        | Miejsce   | Konkurencja                 | Lokata           | Wynik   | Źródło |
| ---- | ------------------------------ | --------- | --------------------------- | ---------------- | ------- | ------ |
| 2016 | Mistrzostwa świata juniorów    | Bydgoszcz | sztafeta 4 × 400 m          | eliminacje       | 3:09,42 | [ 2 ]  |
| 2017 | Mistrzostwa Europy juniorów    | Grosseto  | sztafeta 4 × 400 m          | 3. miejsce       | 3:09,32 | [ 3 ]  |
| 2018 | Athletics World Cup            | Londyn    | sztafeta 4 × 400 m          | 2. miejsce       | 3:02,80 | [ 4 ]  |
| 2018 | Mistrzostwa Europy             | Berlin    | sztafeta 4 × 400 m          | 5. miejsce (el.) | 3:02,75 | [ 5 ]  |
| 2019 | Młodzieżowe mistrzostwa Europy | Gävle     | sztafeta 4 × 400 m          | 4. miejsce       | 3:08,40 | [ 6 ]  |
| 2021 | World Athletics Relays         | Chorzów   | sztafeta mieszana 4 × 400 m | eliminacje       | 3:17,92 | [ 7 ]  |
| 2021 | Igrzyska olimpijskie           | Tokio     | sztafeta 4 × 400 m          | 5. miejsce       | 2:58,46 | [ 8 ]  |
| 2022 | Halowe mistrzostwa świata      | Belgrad   | sztafeta 4 × 400 m          | 4. miejsce       | 3:07,81 |        |
| 2022 | Mistrzostwa świata             | Eugene    | sztafeta 4 × 400 m          | 9. miejsce       | 3:02,51 |        |
| 2022 | Mistrzostwa Europy             | Monachium | sztafeta 4 × 400 m          | eliminacje       | 3:02,95 |        |
| 2023 | Uniwersjada                    | Chengdu   | bieg na 400 m               | 5. miejsce       | 45,82   |        |
| 2023 | Uniwersjada                    | Chengdu   | sztafeta 4 × 400 m          | 2. miejsce       | 3:05,10 |        |
| 2024 | Halowe mistrzostwa świata      | Glasgow   | sztafeta 4 × 400 m          | 5. miejsce       | 3:08,00 |        |
| 2024 | World Athletics Relays         | Nassau    | sztafeta 4 × 400 m          | repasaże         | 3:02,91 |        |
| 2025 | World Athletics Relays         | Kanton    | sztafeta 4 × 400 m          | repasaże         | 3:02,15 |        |

## Mistrzostwa Polski
Rzeźniczak był mistrzem Polski w sztafecie 4 × 400 metrów w 2020 oraz wicemistrzem w biegu na 400 metrów w 2020 i 2021.

## Rekordy życiowe
- Bieg na 400 metrów – 46,10 (25 czerwca 2021, Poznań)
- Bieg na 400 metrów (hala) – 47,10 (12 lutego 2022, Toruń)[11]